# Markus Intlekofer
Markus Intlekofer (* 29. ledna 1956 Hildesheimu, Německo) je bývalý německý rohovník/boxer.

## Sportovní kariéra
Boxovat začal v rodném Hildesheimu. V německé seniorské reprezentaci se pohyboval od roku 1977 při povinné vojenské službě. V roce 1980 přišel o účast na olympijských hrách v Moskvě kvůli bojkotu. Záhy ukončil sportovní kariéru a věnoval civilnímu povolání.

## Výsledky
| Turnaj             | 1977               | 1978               | 1979               | 1980               |
| Turnaj             | 21                 | 22                 | 23                 | 24                 |
| Turnaj             | lehká střední váha | lehká střední váha | lehká střední váha | lehká střední váha |
| ------------------ | ------------------ | ------------------ | ------------------ | ------------------ |
| Olympijské hry     |                    |                    |                    | DNS                |
| Mistrovství světa  |                    | úč.                |                    |                    |
| Mistrovství Evropy | 2.                 |                    | 3.                 |                    |